# Pulvinaria taiwana
Pulvinaria taiwana är en insektsart som beskrevs av Takahashi 1929. Pulvinaria taiwana ingår i släktet Pulvinaria och familjen skålsköldlöss.
Artens utbredningsområde är Taiwan. Inga underarter finns listade i Catalogue of Life.